# Razorlight
I Razorlight sono un gruppo musicale indie rock britannico attivo dal 2002.

## Storia
L'album di debutto dei Razorlight, Up All Night, uscì il 28 giugno 2004, raggiungendo la terza posizione nella classifica inglese. L'uscita del disco fu accompagnata dalle recensioni positive di NME, Q Magazine e Billboard, anche se il gruppo fu accusato di mancanza di immaginazione e poca originalità, presumibilmente per aver tratto ispirazione da altre band influenti come gli Strokes.
I Razorlight sono poi divenuti molto popolari all'interno della scena musicale londinese: le loro esibizioni sono state talmente richieste da indurre il gruppo ad organizzare spettacoli extra, tra cui al celebre Alexandra Palace, la cui capacità supera le 7000 unità. Il successo commerciale ottenuto dall'album nella UK ha portato a considerare Up All Night come uno dei lavori più importanti del 2004.
Up All Night è stato edito di nuovo nell'aprile 2005, includendo il singolo precedentemente omesso Somewhere Else, che ha raggiunto la seconda posizione della classifica.
Nel luglio 2005 la band si è esibita all'Hyde Park di Londra all'interno della serie di concerti del Live 8; inoltre è stata al centro di molte polemiche per non aver devoluto in beneficenza i suoi proventi extra.
Durante il 2005 i Razorlight si sono esibiti come supporto di artisti come Queen + Paul Rodgers, Richard Ashcroft, Oasis e Rolling Stones.
Il gruppo inglese ha pubblicato in Gran Bretagna il secondo album, Razorlight, il 17 luglio 2006 e, dopo appena una settimana, ha conquistato la vetta della classifica; tra le recensioni positive ricevute spicca un rarissimo 5/5 della rivista Q Magazine. Il primo singolo tratto dall'album, In The Morning, era stato pubblicato il 3 luglio 2006, raggiungendo la seconda posizione in classifica (la terza migliore performance del gruppo, dopo Somewhere Else [2°] e America [1°].
Nel 2007 i Razorlight sono stati nominati a due Brit Awards (Best British Band e Best Song, con America) e anche a due NME Brat Awards (Worst Band e Worst Album).

## Formazione

### Formazione attuale
- Johnny Borrell - voce, chitarra, pianoforte
- Björn Ågren - chitarra
- Carl Dalemo - basso
- David Sullivan-Kaplan - batteria

### Ex componenti
- Christian Smith-Pancorvo (batteria) - dal 2002 al 2004
- Andy Burrows (batteria) - dal 2004 al 2009

## Discografia
- 2004 - Up All Night (Vertigo)
- 2006 - Razorlight (Vertigo)
- 2008 - Slipway Fires (Mercury)